# Herman Frazier
Herman Ronald Frazier (Filadelfia, 29 ottobre 1954) è un ex velocista statunitense, specializzato nei 400 metri piani.

## Palmarès
Giochi olimpici
- 2 medaglie:
  - 1 oro (staffetta 4×400 metri ai Montréal 1976)
  - 1 bronzo (400 metri a Montréal 1976).

Giochi panamericani
- 1 medaglia:
  - 1 oro (staffetta 4×400 metri a Città del Messico 1975).

## Altre competizioni internazionali
Coppa del mondo
- 1 medaglia:
  - 1 oro (staffetta 4×400 metri a Montréal 1979).